# 汉口道 (天津)
汉口道是中国天津市和平区的一条道路，修筑于1929年，原为天津英租界体伯瑞道（Tinperary Road），目前分为汉口东道和汉口西道。

## 内部链接
- 漢口道 (香港)